# Годомар I
Годомар I (на латински: Godomarus; на френски: Gondemar; на немски: Godomar; † 486) е крал на бургундите във Виен през 473 – 486 г.
Той е син на крал Гундиох († 473). Майка му е сестра на римския военачалник Рицимер († 472). Брат е на кралете Гундобад (в Лион), Годегизел (в Женева), Хилперих II (във Валанс).
През 486 г. той е убит от братята му.